# Futbolniy Klub Zvezda Perm
O Futbolniy Klub Zvezda Perm (em russo: футбольный клуб "Звезда" Пермь, transliterado para Futbol'niy klub "Zvezda Perm") é um clube de futebol russo, sediado em Perm. Atualmente disputa a terceira divisão do Campeonato Russo.

## História
O clube foi fundado em 1932, e durante toda sua história, jamais participou da primeira divisão do Campeonato Soviético de Futebol, alternando entre idas e vindas às divisões de acesso. Chamou-se Krylia Sovetov Molotov até 1957 - na época, a cidade de Perm era conhecida por Molotov. Depois que a União Soviética foi dissolvida, em 1991, a equipe manteve-se nas divisões inferiores do Campeonato Russo até 1997, quando foi extinta - na época, o Amkar (fundado em 1993) já tornava-se o principal clube de futebol da cidade.

## Volta ao futebol
Em 2018, o Amkar fecha as portas em decorrência de problemas financeiros, e para substituí-lo, o governo de Perm decidiu refundar o Zvezda e inscrever o clube para jogar a terceira divisão russa.

## Elenco
Nota: Bandeiras indicam equipe nacional, conforme definido pelas regras de elegibilidade da FIFA. Os jogadores podem ter mais de uma nacionalidade não-FIFA.
| N.º |        | Posição | Jogador            |
| --- | ------ | ------- | ------------------ |
|     | Rússia | G       | Daniil Arzhevitin  |
|     | Rússia | G       | Vladimir Otmakhov  |
|     | Rússia | G       | Maksim Shumailov   |
|     | Rússia | D       | Vladislav Brazhkin |
|     | Rússia | D       | Gleb Burkov        |
|     | Rússia | D       | Rinat Huseynov     |
|     | Rússia | D       | Sergey Morozov     |
|     | Rússia | D       | Aleksandr Mosunov  |
|     | Rússia | D       | Andrey Pridyuk     |
|     | Rússia | D       | Yevgeni Sitnikov   |
|     | Rússia | D       | Yegor Skryabin     |
|     | Rússia | D       | Maksim Smolnikov   |

| N.º |        | Posição | Jogador            |
| --- | ------ | ------- | ------------------ |
|     | Rússia | M       | Igor Kostin        |
|     | Rússia | M       | Yakov Ogorodov     |
|     | Rússia | M       | Yevgeniy Paramonov |
|     | Rússia | M       | Andrey Sekretov    |
|     | Rússia | M       | Vladislav Shustov  |
|     | Rússia | M       | Yevgeniy Tyukalov  |
|     | Rússia | M       | Rustam Vazitdinov  |
|     | Rússia | M       | Andrey Yeliseyev   |
|     | Rússia | M       | Daniil Zuyev       |
|     | Rússia | A       | Vadim Chukhlantsev |
|     | Rússia | A       | Arseni Pavlenko    |
|     | Rússia | A       | Aleksandr Subbotin |